# Axel Bergstedt
Axel Bergstedt (2 aprile 1962) è un compositore brasiliano di musica classica.

## Biografia

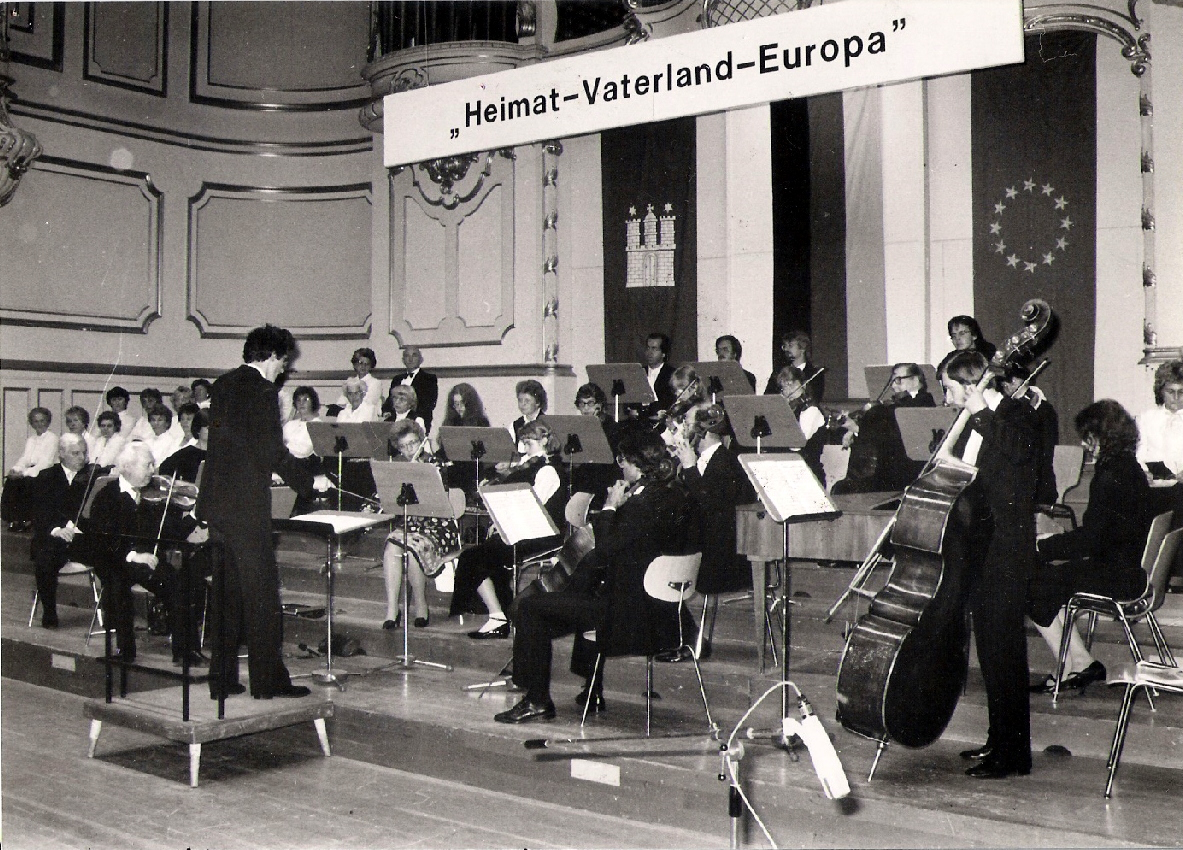
Il Maestro Axel Bergstedt e la Orquestra "Johann Sebastian Bach" de Hamburgo, Alemanha

Il maestro e compositore Axel Bergstedt è nato in Germania, partecipando alla cattedrale evangelica luterana di Ratzeburg, un centro di musica sacra. Il allora organista e maestro Neithard Bethke divenne professore di Axel per diversi anni. Successivamente ha studiato musica sacra, musica de scuola e direzione corale e orchestrale in Amburgo con i professori Klauspeter Seibel, Klaus Vetter e Heinz Wunderlich. Il suo strumento principale è stato organo, secondo strumento pianoforte.
Ha lavorato diversi anni come organista nella Chiesa evangelica luterana di Farmsen (Amburgo), prima di diventare direttore della "Orchestra Johann Sebastian Bach" di Amburgo e il suo coro e coro di bambini. Divenne noto come il compositore del grande musicale Ronja Räubertochter (Ronja, la figlia di un ladro/la figlia del brigante), sul libro della famosa scrittrice Astrid Lindgren, Svezia.
Axel Bergstedt è spesso invitato a radio e la televisione e molti CD, in circolazione totale di 8 milioni; tra diversi CD di musica classica sono anche due CD del gruppo internazionale rock Helloween.
Il primo contatto con il Brasile accadde nel 1994 quando la città Novo Hamburgo e la Confederazione de Coros brasilianos ha invitato el maestro Axel Bergstedt ed il coro del distretto Amburgo (Germania) a fare presentazioni in Brasile.
Nel 2001 si è sposato in Brasile e ha iniziato a lavorare per progetti sociali in Belo Horizonte.
La Chiesa evangelica luterana del Brasile (IELB), ha chiamato o maestro nel 2005 a Cariacica, di avviare un nuovo progetto musicale.
Ha composto diverse canzoni nuove, e tradotto canzoni della Germania e altri paesi, soprattutto dei grandi compositori luterane, come Bach, Händel e Brahms. 
In Brasile è molto conosciuta la composizione "Louva ao Senhor, potentíssimo" ("Loda il Signore potentissimo") e "Até quando".
Tra gli studenti di Axel sono le tre cantanti de Black Buddafly (Stati Uniti), ed i maestri Jacob Deiml (Germania) e Kimiko Mizutani, (Giappone).

## Carcere
Bergsted è stato incarcerato il 9 marzo del 2016 nella città di Santa Maria de Jetibá, in accusa di portare e condividere materiale pornografico infantile e presunto legame allo Stato Islamico. Lui è stato messo in libertà dopo aver pagato R$ 5000,00 di cauzione. Bergstedt era già stato imprigionato in Germania nel decennio di 1990 per aver ucciso la propria sposa, che lo accusava di essere pedofilo.